# Крейтон, Манделль
Манделль Крейтон (англ. Mandell Creighton), (5 июля 1843—14 января 1901) — английский историк и священнослужитель.
Родился в Карлайле в семье Роберта Крейтона, богатого обойщика. Был старшим сыном. Учился в даремской грамматической школе и Мёртон-колледже Оксфорда. Был профессором в Кембридже. С 1897 по 1901 годы — епископ Лондонский.
Основные опубликованные труды:
- «Primes of Roman history» (1875);
- «The Age of Elisabeth» (1876);
- «Life of Simon de Montfort» (1876, переиздано в 1895);
- «The Tudors and the Reformation» (1876);
- «Primes of English history» (1877);
- «History of the Papacy during the Period of the Reformation» (5 томов, 1882, переиздано в 1897);
- «Cardinal Wolsey» (1888);
- «The Early Renaissance in England» (1895);
- «Queen Elizabeth» (1896);
- «History of the Papacy from the Great Schism to the Sack of Rome» (6 томов, 1897).